# 園木愛
園木 愛（そのき あい、1992年10月30日 - ）は日本の女優、タレントである。兵庫県出身。リコモーション所属。

## 主な出演作品

### テレビ
- 女優力（2013年、日本テレビ） - セミレギュラー　女優研修生　役
- ハピくるっ! 「実録!女の○○事件簿」（2014年、関西テレビ）
- 必殺仕事人2015（2015年、ABCテレビ/テレビ朝日）
- NHK放送90年 大河ファンタジー 精霊の守り人（2016年3月19日 - 4月9日、NHK総合）
- NHK放送90年 大河ファンタジー 精霊の守り人Ⅱ 悲しき破壊神（2017年1月21日 - 3月25日、NHK総合）
- 連続テレビ小説 べっぴんさん（2017年3月、NHK）
- 歴史秘話ヒストリア（2017年6月、NHK）
- NHK　スーパープレミアムドラマ「スローな武士にしてくれ」  （2019年3月、5月NHK）
- 孤独のグルメSeason9 特別編（2021年12月31日、テレビ東京） - 奥英・娘 役

### CM
- 長栄 「引っ越しのご挨拶」篇、「おとなりはいいヒト」篇（2014年） - 主演
- アート引越センター　スターウォーズ「家族の絆」篇（2015年） - 女性社員 役
- ミキハウス「接客マニュアル」（2015年）
- JR西日本「企業CM 安全と地域共生の取り組み」（2017年）
- CO-OP共済

### 映画
- 僕は友達が少ない（2014年、東映、及川拓郎監督）
- ソワレ（2020年、小泉今日子・豊原功輔プロデュース、外山文治監督）

### ラジオ
- SCHOOL OF LOCK!（TOKYO　FM）

### 舞台
- 松本清張原作「疑惑」（河毛俊作演出、2014年10月4日 - 26日、京都 南座）
- 演劇計画II-戯曲創作-「また愛か」（山崎彬作・演出、2015年10月24日 - 11月2日、京都芸術センター）
- 「愛しの貧乏神」（森山浩一作・演出、2016年5月21日 - 22日、梅田芸術劇場シアター ドラマシティ）
- 南河内万歳一座「守護神」（内藤裕敬作・演出、2017年5月24日 - 29日、大阪：一心寺シアター倶楽/6月7日 - 11日、東京：ザ・スズナリ）
- ピッコロ劇団「マルーンの長いみち〜小林一三物語〜」（マキノノゾミ演出、古川貴義作、2018年2月23日 - 25日、兵庫：兵庫県立芸術文化センター中ホール） - 給仕 役 春子 役

### モデル
- LOTTE×FMTOKYO　ロッテTOPPO受験応援「TOPPA」 パッケージモデル
- CHUxxxファッションブランド WEBモデル・店舗ポスター等
- ミスセブンティーン2008 ファイナリスト